# Журавлик (мультфільм, 1982)
«Журавлик» — анімаційний фільм 1982 року Творчого об'єднання художньої мультиплікації студії Київнаукфільм, за мотивами поеми Бориса Олійника «Крило». 

## Сюжет
Маленький хлопчик приносить домому птаха з перебитим крилом, який стає йому добрим товаришем. Хлопчик сам стає крилатим, тобто благородним, щасливим з красивого вчинку, у якому розкривається його душа.

## Над мультфільмом працювали
- Автор сценарію: Борис Олійник
- Режисер: Анатолій Кирик
- Художник-постановник: В. Сабліков
- Композитор: Іван Карабиць
- Мультиплікатори: Жан Таран, Елеонора Лисицька, А. Трифонов, Михайло Яремко, Андрій Карбовничий
- Ляльки та декорації виготовили: Я. Горбаченко, О. Моторний, М. Вакуленко, О. Кульчицький